# Maro Itoje

a Compétitions nationales et continentales officielles uniquement.

b Matchs officiels uniquement.
Dernière mise à jour le 4 août 2025.
Oghenemaro Miles « Maro » Itoje, né le 28 octobre 1994 dans le Borough londonien de Camden (Angleterre), est un joueur international anglais de rugby à XV jouant aux postes de troisième ligne aile ou de deuxième ligne avec les Saracens depuis 2013.
Il est capitaine de l'équipe d'Angleterre des moins de 20 ans qui remporte le Championnat du monde junior 2014 avant d'honorer sa première cape internationale avec le XV de la Rose lors du Tournoi des Six Nations 2016, lors duquel il réalise le Grand Chelem. Il est également vainqueur de la Coupe d'Europe 2016, 2017 et 2019 ainsi que du Championnat d'Angleterre à quatre reprises (2015, 2016, 2018 et 2019) avec son club des Saracens.
Il a été élu meilleur joueur européen en 2016.

## Biographie

### Jeunesse
Maro Itoje est né le 28 octobre 1994 dans le Borough londonien de Camden en Angleterre, de parents d'origine nigériane, il a également une sœur Isabel et un frère Jeremy. Son père Efe Itoje est enseignant pour des jeunes en difficulté d'apprentissage. Il suivait de très près le parcours scolaire de son fils le menaçant même d'arrêter le rugby si ses résultats n'étaient pas satisfaisants : « Je lui ai dit qu'il devait prendre une décision, s'il voulait jouer au rugby, pas de problème, mais si ses notes chutaient, je lui déclarerais la guerre. »
À l'âge de 12 ans, il décroche une bourse afin d'intégrer la prestigieuse et célèbre école Harrow School. Il suit des études à mi-temps à la School of Oriental and African Studies, où il étudie la relation entre l’aide étrangère dans les pays d’Afrique et leur développement afin d'en rédiger un essai. Il se consacre également à la poésie même s'il doit laisser cette passion de côté après être devenu sportif professionnel,.
Il a des qualités athlétiques qui lui permettent de disputer des concours de lancer de poids.

### Carrière en club

#### Début professionnel et premier titre de Champion (2013-2015)
Maro Itoje fait ses débuts en Coupe d'Angleterre de rugby à XV avec les Saracens en janvier 2013 et en tant que titulaire face à Cardiff Blues, match remporté par les Sarries sur le score de 19-11,. Il fait ses débuts en championnat face à Leicester plus tard dans la saison.
Il marque son premier essai avec les Sarries lors de la neuvième journée de championnat, une défaite 27-19 face à Exeter Chiefs. Par la suite, Maro Itoje s'impose comme titulaire en club reléguant Jim Hamilton sur le banc. Il remporte la demi-finale sur le terrain des Northampton Saints sur le score de 29-24. Dans le temple du rugby anglais de Twickenham, Itoje remporte pour la première fois le championnat d'Angleterre face à Bath sur le score de 28-16 ; il joue 70 minutes lors de ce match avant de céder sa place à Hamilton.

#### Champion d'Angleterre, Champion d'Europe et meilleur joueur européen (2015-2016)
Maro Itoje et les Saracens commencent le championnat par une large victoire 41-3 à l'Allianz Park face à Sale Sharks. Il est titulaire lors de la précieuse victoire sur le terrain des Northampton Saints 12-6.

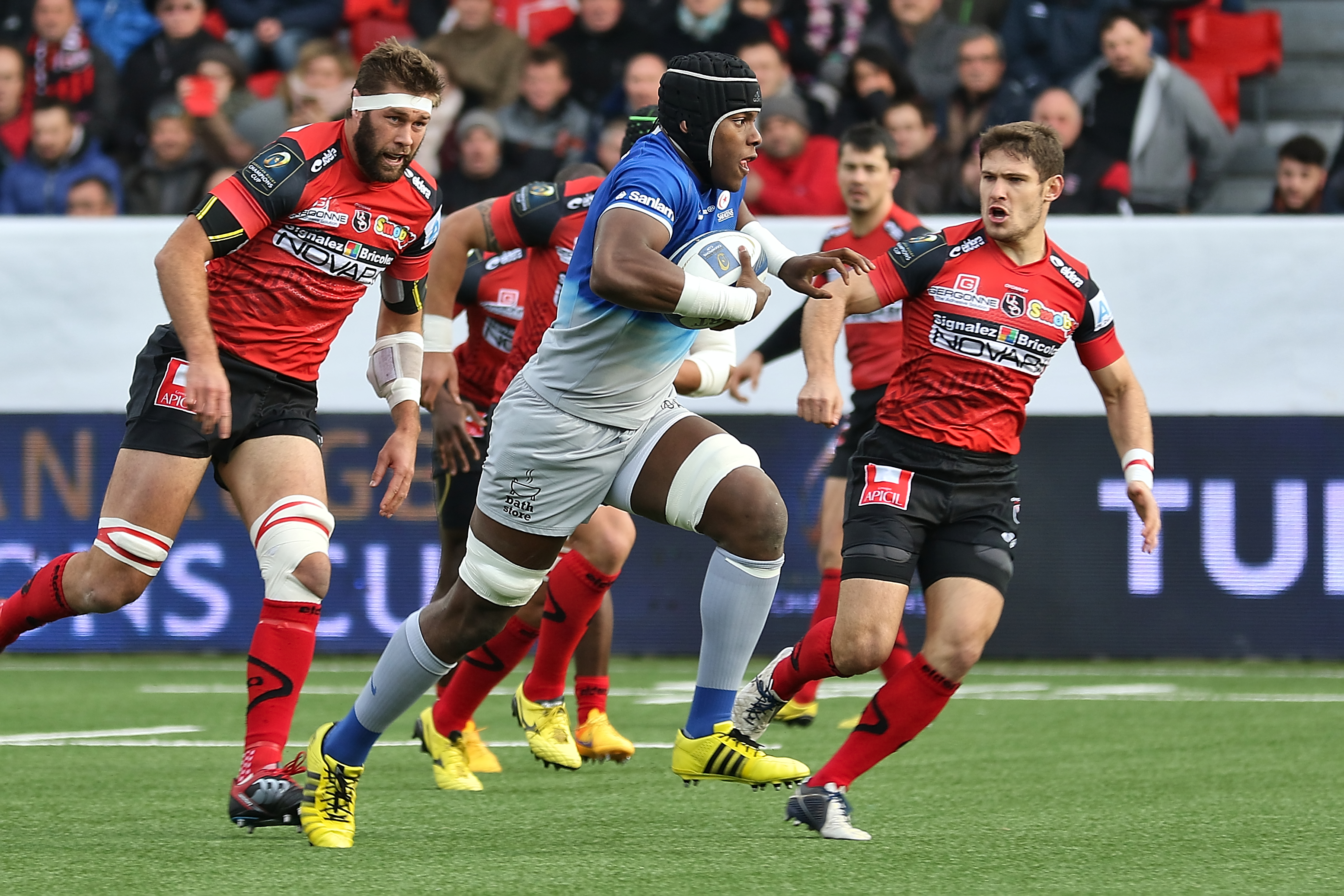
Maro Itoje face à Oyonnax en coupe d'Europe, en 2015.

Les Saracens entrent en lice en coupe d'Europe face au quadruple vainqueur de la compétition, le Stade toulousain. Itoje est titulaire et les Saracens remportent le match sur le score de 32 à 7. Lors de la deuxième journée de coupe d'Europe, les Saracens remportent à nouveau une large victoire sur le terrain des Irlandais de l'Ulster sur le score de 27-9. Lors de la troisième journée face à Oyonnax, Itoje marque le premier essai de sa carrière en coupe d'Europe, les Anglais l'emportent sur le score de 45-10, il en sera de même lors du match retour avec une victoire 55-13. Les semaines suivantes, les Saracens remporteront leurs deux derniers matchs de poule en coupe d'Europe d'abord face à l'Ulster avec un essai d'Itoje à la 58e minute (victoire 33-17) puis face au Stade toulousain sur le score de 28-17. Itoje et les Saracens terminent en tête et invaincus de la phase de poule, se qualifiant ainsi pour les quarts de finale face à Northampton, match qu'ils remporteront sur le score de 29-20. Ils se qualifient en demi-finale face aux Wasps. Au Madejski Stadium, les Sarries et les Wasps s'affrontent pour une place en demi-finale, Itoje titulaire au poste de deuxième ligne jouera l'intégralité du match. Les Saracens se qualifient pour la finale en l'emportant sur le score de 24-17.
Pour la première finale au Parc Olympique lyonnais, Itoje est titulaire et sera remplacé par Jim Hamilton à la fin du match. Les Saracens remportent leur premier titre européen face au Racing 92 sur le score de 21-9. À la suite de cette victoire, Maro Itoje sera nommé meilleur joueur européen de la saison 2015-2016.
Après avoir terminé premiers de la phase régulière de leur championnat, Itoje et les siens affrontent Leicester en demi-finale. Les Sarries remportent le match sur le score de 44-17 et joueront leur deuxième finale de la saison. Au Stade de Twickenham, les Saracens remportent la finale face à Exeter Chiefs sur le score de 28-20 et conservent leur titre de champions d'Angleterre.
À l'issue de la saison 2015-2016, il est nommé dans l'équipe type de Premiership.
Durant la saison 2018-2019, les Saracens se qualifient dans un premier temps en finale de la Coupe d'Europe et affrontent les Irlandais du Leinster. Itoje est titulaire en troisième ligne avec Jackson Wray et Billy Vunipola et son équipe s'impose sur le score de 20 à 10,. Il remporte ainsi cette compétition pour la troisième fois de sa carrière. De même en championnat, les Saracens atteignent la finale où ils jouent contre Exeter. Maro Itoje est de nouveau titulaire aux côtés de Wray et Vunipola et les siens l'emportent sur le score de 34 à 37,.

#### Descente en deuxième division et retour au sommet (depuis 2020)
Les Saracens réalisent une bonne saison 2019-2020 sur le plan sportif et Maro Itoje est retenu dans l'équipe type de la saison en Premiership. Cependant, le club est relégué administrativement en deuxième division à partir de la saison suivante à cause du non-respect du plafond salarial. Malgré cette situation, Maro Itoje décide de rester fidèle à son club et de continuer à jouer avec, même en deuxième division. Il joue ainsi la saison 2020-2021 en Championship, la deuxième division anglaise. Il participe à huit rencontres de championnat, qui voit son équipe se qualifier en finale. Les Sarries affrontent les Ealing Trailfinders et s'imposent facilement 60-0 à l'aller avec un notamment un essai d'Itoje et 57-15 au retour. Les Saracens sont donc de retour en première division après seulement une saison jouée à l'échelon inférieur.
En 2021-2022, pour le retour des Saracens dans l'élite du rugby anglais, il joue 17 matchs, tout en tant que titulaire et marque un essai. Son club est éliminé en demi-finale du Challenge européen par le RC Toulon. Cependant, en championnat il retrouve la finale de la compétition, trois ans après sa dernière, après avoir éliminé les Harlequins champions en titre. Pour cette finale face à Leicester, Maro Itoje est titulaire en deuxième ligne, accompagné par Nick Isiekwe et joue toute la rencontre. Finalement, les siens sont battus en toute fin de match à cause d'un drop de Freddie Burns.
Il est titulaire lors de la finale Championnat d'Angleterre en 2023 remportée 35-25 face aux Sale Sharks.
Durant la saison 2023-2024, alors qu'il est courtisé par plusieurs clubs français, il prolonge finalement son contrat avec les Saracens, notamment pour pouvoir continuer à jouer en équipe nationale, car les joueurs anglais évoluant en France ne peuvent pas être sélectionnés avec le XV de la Rose.

### Carrière en sélection

#### Capitaine des moins de 20 ans
Dans le même temps, il connaît des sélections en équipe d'Angleterre de rugby à XV des moins de 18 et 19 ans.
Maro Itoje devient ensuite le capitaine de l'équipe d'Angleterre de rugby à XV des moins de 20 ans qui est championne du monde junior 2014 en s'imposant en finale 21-20 contre l'Afrique du Sud. Cela lui fait changer de statut et il devient un grand espoir du rugby anglais.
Il fait ses débuts avec les England Saxons, l'équipe réserve de l'équipe d'Angleterre de rugby à XV en janvier 2015 à l'âge de 20 ans,, alors qu'à cette date il n'a joué que cinq rencontres en club en championnat d'Angleterre avec les Saracens.
Il fait partie d'une première liste de 50 joueurs publiée par Stuart Lancaster le 20 mai 2015 pour la préparation de la Coupe du monde 2015. Le 10 juillet 2015, Maro Itoje n'est pas conservé mais est placé sur une liste de réservistes.

#### Débuts tonitruants lors du tournoi 2016
Après avoir multiplié les grosses performances avec les Saracens, Maro Itoje est sélectionné par le nouvel entraîneur du XV de la Rose Eddie Jones dans la liste des 33 qui disputeront le Tournoi. Il n'est cependant pas dans la liste des 23 pour le premier match face à l'Écosse, il joue son premier match face à l'Italie lors de la deuxième journée, il débute remplaçant mais rentre à la place de James Haskell à la 54e minute. L'Angleterre s'impose facilement sur le score de 40 à 9. Pour sa seconde sélection, Maro Itoje débute titulaire face à l'Irlande dans le premier match à Twickenham pour les Anglais depuis le fiasco de la Coupe du Monde 2015. Il est auteur d'une bonne performance et l'Angleterre remporte une troisième victoire sur le score de 21 à 10. Itoje réalise une excellente performance contre le pays de Galles lors de la quatrième journée, son activité et sa vision juste du jeu est salué par la presse britannique, il est nommé homme du match. L'Angleterre remporte le match sur le score de 25 à 21 et est déjà assuré de remporter le Tournoi. Lors de la dernière journée face à la France, Itoje est de nouveau titulaire avec George Kruis en deuxième ligne. Les Anglais remportent le match sur le score de 31 à 21 et réalisent le Grand Chelem qu'ils n'avaient plus réalisés depuis 2003.
Maro Itoje est de nouveau sélectionné par Eddie Jones pour la tournée d'été 2016 face à l'Australie. Il est le seul avant à avoir joué l'intégralité des trois matchs ; ses performances sont bonnes et l'Angleterre remporte les trois tests (39-28 ; 23-7 ; 44-40), réalisant une tournée historique puisque c'est la première fois que le XV de la Rose remporte une série de tests face à l'Australie.

#### Coupe du Monde 2019
En juillet 2019, Maro Itoje est sélectionné en équipe nationale pour préparer la Coupe du monde 2019. Il fait ensuite partie des 31 joueurs sélectionnés par Eddie Jones pour disputer la Coupe du Monde 2019 au Japon.
L'Angleterre termine première du groupe C face à la France, l'Argentine, les Tonga et les États-Unis. Elle s'impose ensuite face à l'Australie en quart de finale, puis la Nouvelle-Zélande en demi-finale. L'Angleterre atteint donc la finale pour la 4ème fois de son histoire, mais est défaite par l'Afrique du Sud (12-32).
Joueur extrêmement important du système d'Eddie Jones, Maro Itoje est titulaire en deuxième ligne et dispute en intégralité l'ensemble des matchs, à l'exception du deuxième match de groupe face aux États-Unis.
Il est sélectionné pour le Tournoi des Six Nations 2022, durant lequel il est titularisé à chaque match de son pays qui termine en troisième position. Il réalise un bon tournoi, lui permettant d'être nommé dans l'équipe type de la compétition.

#### Coupe du monde 2023
Fin juin 2023, il est sélectionné avec le XV de la Rose par Steve Borthwick dans un groupe de 41 joueurs pour les matchs de préparation à la Coupe du monde 2023,. Quelques semaines plus tard, il est retenu dans le groupe final pour participer au Mondial,. Il est titularisé lors de trois des quatre matchs de poule, où l'Angleterre termine en première position. Il est ensuite reconduit en tant que titulaire pour le quart de finale remporté 30 à 24 contre les Fidji, et la demi-finale perdue d'un point (15-16) face à l'Afrique du Sud,. Il termine sa Coupe du monde lors du match pour la troisième place que son équipe remporte 26 à 23 contre l'Argentine. Les Anglais terminent ainsi troisième de ce Mondial, après avoir perdu en finale quatre ans plus tôt contre cette même équipe sud-africaine.
Il est ensuite sélectionné pour le Tournoi des Six Nations 2024.

### Lions britanniques et irlandais
Itoje est sélectionné par Warren Gatland pour la tournée 2017 en Nouvelle-Zélande des Lions britanniques et irlandais. Âgé de 22 ans, il est le plus jeune des 41 joueurs. Il est l'un des joueurs les plus en plus en vue, marquant un essai contre les Māori All Blacks et apparaissant dans les trois tests matchs contre les All Blacks. La tournée se termine par une égalité (1 victoire des All Blacks, 1 victoire des Lions et 1 match nul).
Il est sélectionné une nouvelle fois lors de la tournée suivante, en 2021 en Afrique du Sud. Il est de nouveau impressionnant en participant aux 3 matchs de la série perdue face aux Springboks (2-1). Il est élu meilleur joueur des Lions de la série.
Début mai 2025, il est convoqué pour la tournée des Lions britanniques et irlandais en Australie. Nommé capitaine pour cette tournée, il y joua quatre rencontres : une face à l'Argentine et trois face à l'Australie.   

## Philanthropie
En 2023, il fonde The Pearl Fund, une initiative philanthropique dont le but est d'investir dans l'éducation des enfants au Nigeria, au Ghana, et dans d'autres pays d'Afrique.

## Palmarès

### En club
- Saracens
  - Vainqueur du Championnat d'Angleterre en 2015, 2016, 2018, 2019 et 2023
  - Finaliste du Championnat d'Angleterre en 2014 et 2022
  - Vainqueur de la Coupe anglo-galloise en 2015
  - Vainqueur de la Coupe d'Europe en 2016, 2017 et 2019
  - Vainqueur du Championnat d'Angleterre de 2e division en 2021

### En équipe nationale
- Angleterre -20
  - Vainqueur du Championnat du monde junior de rugby à XV en 2014

- Angleterre
  - Vainqueur du Tournoi des Six Nations en 2016 (Grand Chelem), 2017 et 2020
  - Vainqueur de la Triple Couronne en 2016 et 2020
  - Finaliste de la Coupe du monde en 2019
  - Vainqueur de la Coupe d'automne des nations en 2020
  - Troisième de la Coupe du monde en 2023

#### Tournoi des Six Nations
| Édition                      | Rang | Résultats Angleterre | Résultats Itoje | Matchs Itoje |
| ---------------------------- | ---- | -------------------- | --------------- | ------------ |
| Tournoi des Six Nations 2016 | 1    | 5 v, 0 n, 0 d        | 4 v, 0 n, 0 d   | 4/5          |
| Tournoi des Six Nations 2017 | 1    | 4 v, 0 n, 1 d        | 4 v, 0 n, 1 d   | 5/5          |
| Tournoi des Six Nations 2018 | 5    | 2 v, 0 n, 3 d        | 2 v, 0 n, 3 d   | 5/5          |
| Tournoi des Six Nations 2019 | 2    | 3 v, 1 n, 1 d        | 1 v, 0 n, 0 d   | 1/5          |
| Tournoi des Six Nations 2020 | 1    | 4 v, 0 n, 1 d        | 4 v, 0 n, 1 d   | 5/5          |
| Tournoi des Six Nations 2021 | 5    | 2 v, 0 n, 3 d        | 2 v, 0 n, 3 d   | 5/5          |
| Tournoi des Six Nations 2022 | 3    | 2 v, 0 n, 3 d        | 2 v, 0 n, 3 d   | 5/5          |
| Tournoi des Six Nations 2023 | 4    | 2 v, 0 n, 3 d        | 2 v, 0 n, 3 d   | 5/5          |

Légende : v = victoire ; n = match nul ; d = défaite ; la ligne est en gras quand il y a Grand Chelem.

#### Coupe du monde
| Édition     | Rang      | Résultats Angleterre | Résultats Itoje | Matchs Itoje |
| ----------- | --------- | -------------------- | --------------- | ------------ |
| Japon 2019  | Finaliste | 5 v, 0 n, 1 d        | 4 v, 0 n, 1 d   | 5/6          |
| France 2023 | Troisième | 6 v, 0 n, 1 d        | 5 v, 0 n, 1 d   | 6/7          |

### Distinctions personnelles
- Meilleur joueur européen en 2016[70]
- Meilleur joueur des moins de 23 ans en championnat 2016[71]
- Membre de l'équipe type du Championnat d'Angleterre en 2016, 2020 et 2025.
- Oscar Monde du Midi olympique en 2016
- Membre de l'équipe type du Tournoi des Six Nations en 2022 et 2025